# Геофізичні та геохімічні методи розвідки на нафту і газ
Геофізичні та геохімічні методи розвідки на нафту і газ
До геофізичних методів відносяться сейсмо-, електро- і магніторозвідка.
Сейсмічна розвідка ґрунтується на використанні законно-мірностей поширення в земній корі пружних хвиль, котрі створюються за допомогою вибухів спеціальних зарядів у свердловинах глибиною 20 – 30 метрів, за допомогою вібраторів і т.п. Швидкість поширення пружних хвиль залежить від щільності гірських порід. Чим більша щільність породи, тим швидше крізь неї проходять пружні хвилі. Сейсмічні хвилі поширюються по поверхні землі й у її надрах. Після створення у свердловині пружних коливань частина енергії хвиль доходить до поверхні щільних порід, відбивається від неї і повернеться на поверхню землі. Відбиті хвилі реєструються спеціальними приладами, які називаються сейсмографами. За часом приходу відбитої хвилі до сейсмографа та віддалі від місця вибуху судять про умови залягання порід.
Метод електричної розвідки заснований на здатності порід пропускати електричний струм, тобто на їх електропровідності. Деякі гірські породи (граніти, вапняки, пісковики, насичені солоною мінералізованою водою) добре проводять електричний струм, а інші (глини, пісковики, насичені нафтою) практично не мають електропровідності. Породи з поганою електропровідністю мають високий опір. Знаючи величину опору різних гірських порід, за характером розподілу електричного поля можна визначити послідовність і умови їх залягання.
Електророзвідка здійснюється таким чином. Через металеві стрижні-електроди в земну поверхню подається електричний струм. За допомогою інших електродів, розташованих між стрижнями-електродами, та спеціальної апаратури досліджують створене електричне поле. На основі досліджень визначають опір порід в умовах їх залягання. Порівнюючи показники, одержані при дослідженні, визначають глибину залягання і товщину породи, насиченої нафтою.
За допомогою геофізичних методів виявляють структури, в яких можуть утворюватися пастки нафти і газу.
Але не всі виявлені структури можуть бути заповнені нафтою або газом. Виявити наявність вуглеводнів у виділених структурах без буріння глибоких розвідувальних свердловин дозволяють гідродинамічні методи дослідження гірських порід. Сюди відносять газову, люмінесцентно-бітумологічну, радіоактивну зйомки та гідрохімічний метод.
Сутність газової зйомки полягає у визначенні наявності вуглеводневих газів у пробах гірських порід і ґрунтових вод, відібраних із глибини від 2 до 50 метрів. Кожний нафтовий та газовий поклад виділяє вуглеводневі гази, котрі проникають через пори і тріщини в породах. За допомогою високочутливих газоаналізаторів визначають уміст вуглеводневих газів у пробах порід, відібраних у свердловинах, та в повітрі на ділянці, що досліджується. Над нафтовим чи газовим покладом прилади показують наявність вуглеводнів.
Застосовується також люмінесцентно-бітумологічний метод, заснований на тому, що над нафтовими покладами в породі підвищений уміст бітумів, і на ефекті світіння бітумів в ультрафіолетовому промінні. За специфічним характером світіння відібраної проби породи роблять висновок про наявність нафти в покладі.
В основу бактеоріологічної зйомки покладено метод пошуку бактерій, які містяться у вуглеводнях. При цьому методі роблять аналіз, котрий дозволяє на досліджуваній ділянці виявити місця скупчення таких бактерій. За результатами бактеріологічного аналізу ґрунтів складають карту ймовірних покладів нафти і газу. Результати газової та бактеріологічної зйомок доповнюють одна одну, вони дозволяють з більшою імовірністю визначати наявність нафти і газу на досліджуваній площі. 
Пошуки й розвідка нафтових і газових родовищ ведуться, як правило, шляхом комплексного дослідження надр. При цьому застосовується геолого-структурне картування, а також геофізичні, геохімічні та гідрохімічні методи.